# David Bowie Narrates Prokofiev's Peter and the Wolf
Albums de David Bowie avec l'Orchestre de Philadelphie
"Heroes"
(1977) Stage
(1978)
David Bowie Narrates Prokofiev's Peter and the Wolf  (« David Bowie raconte Pierre et le Loup de Prokofiev »)  est un album de musique classique où David Bowie est le narrateur du Pierre et le Loup composé par Sergueï Prokofiev en 1936. La partition est interprétée par l'Orchestre de Philadelphie dirigé par Eugene Ormandy.  
Le vinyle sort en mai 1978 sur le label RCA Red Seal et atteint le 136e rang des meilleures ventes d'albums pop aux États-Unis. 

## Contexte
Ce n'est qu'après les refus d'Alec Guinness et de Peter Ustinov que RCA contacte Bowie. L'artiste dira plus tard qu'il s'agissait d'un cadeau de Noël pour son fils, Duncan Jones, alors âgé de 7 ans. 

## Accueil
Le critique Stephen Demorest (Rolling Stone) qualifie à la sortie de l'album la performance de Bowie d'« engageante et bienveillante ».  C'est pour lui l'« apparence [du chanteur] la plus charmante depuis Hunky Dory ». Joe Viglione pour AllMusic trouve l'album « charmant », « remarquable et bien conçu » ; il estime « splendide » l'interprétation de Bowie et « de premier ordre » la participation de l'Orchestre de Philadelphie. 

## Liste des pistes

### Face A
1. Pierre et le loup, op. 67 (Sergei Prokofiev) - 27:08

### Face B
1. The Young Person's Guide to the Orchestra, opus 34 ( Benjamin Britten ) - 17:10

raconté par Hugh Downs, accompagné par le Boston Pops Orchestra dirigé par Arthur Fiedler

## Historique des versions

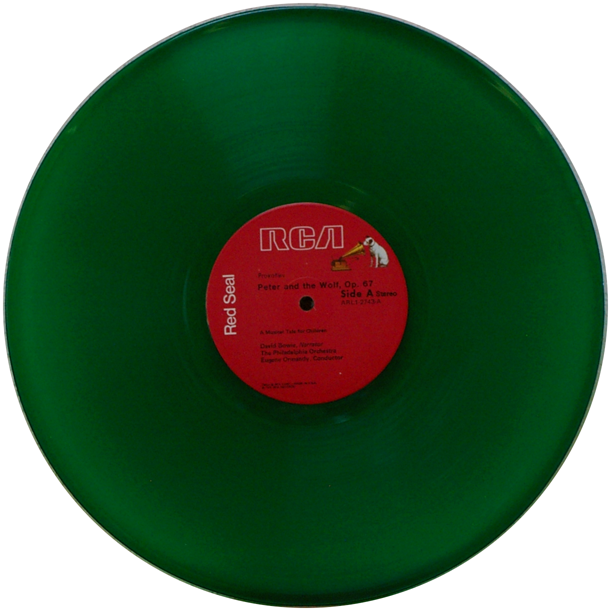
Le pressage vert de l'édition d'origine américaine (1978).

La version originale américaine de 1978 de l'album LP est pressée sur du vinyle vert et contient une double pochette de notes (RCA Red Seal ARL1-2743). Les rééditions sont imprimées en vinyle noir standard. Une couverture d'album différente est utilisée pour la sortie du CD aux Etats-Unis en 1992, qui représente Bowie avec des oreilles de loup. 
L'album a été réédité plusieurs fois sur disque compact avec différentes pistes supplémentaires et trois couvertures. Le plus récent a été publié en 2014 par Sony Classical. 

## Crédits
| - David Bowie – narrateur - Philadelphia Orchestra – tous instruments - Eugene Ormandy – chef d'orchestre | - Jay David Saks / Max Wilcox – producteur - Paul Goodman – ingénieur du son - J.J. Stelmach – direction artistique - Mary Campbell – textes de la pochette - Tom Kelley – photographie de couverture |